# Schajovskoia
Schajovskoia is een geslacht van vlinders van de familie van de Houtboorders (Cossidae), uit de onderfamilie van de Hypoptinae. De wetenschappelijke naam en de beschrijving van dit geslacht werden voor het eerst in 2020 gepubliceerd door Fernando Cesar Penco, Roman Viktorovitsj Jakovlev en Artjom Najdjonov.
Dit geslacht is vernoemd naar de natuurkenner en entomoloog Sergio Schajovskoi (1902–1974), die eind jaren 40 van de twintigste eeuw vanuit Moskou emigreerde naar Patagonië en daar veel insecten heeft waargenomen en verzameld.
Dit geslacht is monotypisch, dat wil zeggen dat het maar één soort heeft namelijk Schajovskoia albomaculata Penco, Yakovlev & Naydenov, 2020 uit Argentinië.